# 戴任
戴任（1862年—1937年）字立夫，浙江永嘉城区（今鹿城区）人。中国民主革命者，中华民国政治人物。

## 生平
戴任早年赴日本学习军事，结识了孙中山，参加中国同盟会。回国后，任湖北讲武堂教习。辛亥革命时，担任宁波、温州统领。1924年后，戴任拥护孙中山的“联俄、联共、扶助农工”三大政策，历任黄埔军校管理处处长、北伐军总司令部军法处处长。1927年四一二政变后，戴任流亡日本，后来返回中国任立法委员（1933年1月12日任命）。
1937年，戴任逝世。